# Alan Ruschel
Alan Luciano Ruschel (né le 23 août 1989 à Nova Hartz dans le Rio Grande do Sul) est un footballeur brésilien, qui évolue en tant que défenseur pour le club de l'EC Juventude.

## Biographie
Alan Ruschel joue principalement en faveur de la Juventude, de Chapecoense, et du SC Internacional.
Il dispute au cours de sa carrière 13 matchs en première division brésilienne, un match en Copa Libertadores, et deux en Copa Sudamericana.
Ruschel fait partie des six survivants du vol 2933 de la compagnie aérienne LaMia, qui s'est écrasé en Colombie le 28 novembre 2016, tuant 71 personnes. Avec Neto et Jakson Follmann il est l'un des trois joueurs rescapés, mais il est le seul à rejouer au football.
Le 7 août 2017, plus de 8 mois après l'accident de l'avion ayant décimé l'équipe de Chapecoense, Alan Ruschel dispute le Trophée Joan Gamper face au FC Barcelone.

## Palmarès
| Internacional - Championnat du Rio Grande do Sul (2) : - Champion : 2014 et 2015. |  | Paranaense - Championnat du Paraná (1) : - Champion : 2016. |  | Chapecoense - Copa Sudamericana (1) : - Vainqueur : 2016. - Championnat de Santa Catarina (1) : - Vainqueur : 2020. - Championnat du Brésil D2 - Vainqueur : 2020. |